# Toshihiro Yamaguchi
Toshihiro Yamaguchi (山口 敏弘, Yamaguchi Toshihiro) est un footballeur japonais né le 19 novembre 1971 dans la préfecture de Kumamoto au Japon.